# محمود الحسن
العلامة محمود الحسن ( الولادة 1950) هو عالم إسلامي بنغلاديشي حنفي سني ومربٍ وكاتب ديني. هو حاليا أعلى عضو في مجلس التعليم للهيئة العليا للجامعة القومية في بنغلاديش وخطيب مسجد الجامع المركزي بغلشان مؤسس ورئيس تحرير مجلة الجامعة الشهرية وأمير مجلس دعوة الحق في بنغلاديش ومؤلف لتفسير برهان القرآن.

## الولادة والنسب
ولد محمود الحسن في قرية صرخريصا في محافظة ميمنسنغ. أبوه غالم الديم أحمد وأمه فاطمة رمضاني. 

## الحياة العلمية
أخذ العلم عن أهله وتعلم القرآن من القارئ عبد الرشيد في سوق صرخريسا ودرس البنغالية في المدرسة الإبتدائية بصرخريسا. 
ثم التحق بالجامعة الإسلامية بمومنشاه وهنا مات أبوه.